# ぷくの助
ぷくの助（ぷくのすけ、1985年 - ）は、日本のシンガーソングライター、TikToker、パフォーマー。
身長175cm、血液型O型。

## 略歴
2020年12月、YYYレコードより自作オリジナル曲6曲入、初のアルバム『ぷ』をリリース。主にフォークソング。
2024年6月15日、楽曲『寝落ち』をAmazon Music、Apple Music、YouTube Musicなどで新たにリリース。11月、2ndアルバム『月下美人』をリリース。11月30日、蒲田ニューエイトにて初のワンマンライブを行う。12月TikTokJAPAN NEXTクリエイター授賞。

## ライブ配信
QUEENのリップシンクパフォーマンスを最も得意とする。17LIVEでライブ配信をしていたが、2024年2月1日よりTikTokに移動。懐中電灯1本で一人でパフォーマンスする｢シルエットダンス｣で主に活動。他にも弾き語りオリジナルソング配信、スタジオでのギア1000配信など。即興ソングは4000曲以上。シルエットダンスでは1990年代以降の音楽を流しながらパフォーマンス。リクエストも多く、本人が知らない曲も大半だが、初見の曲でも厭わずMVさながらに行なう。カメラワーク、エフェクト、音響、照明（懐中電灯）すべて1人で準備する。